# Liste der Stolpersteine in Ilsenburg (Harz)
Die Liste der Stolpersteine in Ilsenburg (Harz) enthält alle Stolpersteine, die im Rahmen des gleichnamigen Kunst-Projekts von Gunter Demnig in Ilsenburg (Harz) verlegt wurden. Mit ihnen soll Opfern des Nationalsozialismus gedacht werden, die in Ilsenburg lebten und wirkten. Am 30. Oktober 2010 wurden zehn Steine an vier Adressen verlegt. Fünf Stolpersteine wurden in der Nacht vom 20. auf den 21. März 2012 gestohlen.

## Liste der Stolpersteine
| Adresse                        | Datum der Verlegung | Person | Inschrift | Bild              | Bild des Hauses              |
| ------------------------------ | ------------------- | --- | --- | ----------------- | ---------------------------- |
| Kastanienallee 1 ·             | 30. Okt. 2010       | Bernhard Langnas (1897–?) Bernhard Langnas wurde am 14. September 1897 in Koło geboren. Am 25. Februar 1945 wurde nach Theresienstadt deportiert. In der Nacht vom 20. zum 21. März 2012 wurde der Stolperstein gestohlen. Bereits im Jahr 2010 war er beschmiert worden. | Hier wohnte BERNHARD LANGNAS Jg. 1897 verhaftet 1939 Arbeitslager Wendefurth deportiert 1945 Theresienstadt befreit/überlebt | Bernhard Langnas  | Kastanienallee 1             |
| Papenhecke 1 ·                 | 30. Okt. 2010       | Alfred Rosenblatt (1931–?) | Hier wohnte ALFRED ROSENBLATT Jg. 1931 Flucht 1939 Palästina überlebt                                                        | Alfred Rosenblatt | Papenhecke 1                 |
| Papenhecke 1 ·                 | 30. Okt. 2010       | Benno Rosenblatt (1899–?) | Hier wohnte BENNO ROSENBLATT Jg. 1899 verhaftet 1938 Buchenwald Flucht 1939 Palästina überlebt                               | Benno Rosenblatt  | Papenhecke 1                 |
| Papenhecke 1 ·                 | 30. Okt. 2010       | Berta Rosenblatt geb. Engel (1904–?) | Hier wohnte BERTA ROSENBLATT geb. Engel Jg. 1904 Flucht 1939 Palästina überlebt                                              | Berta Rosenblatt  | Papenhecke 1                 |
| Papenhecke 1 ·                 | 30. Okt. 2010       | Walter Rosenblatt (1926–?) | Hier wohnte WALTER ROSENBLATT Jg. 1926 Flucht 1939 Palästina überlebt                                                        | Walter Rosenblatt | Papenhecke 1                 |
| Pfarrstraße 12 ·               | 30. Okt. 2010       | Adolf Block (1896–?) | Hier wohnte ADOLF BLOCK Jg. 1896 verhaftet 1944 Buchenwald Straflager Burg überlebt                                          | Adolf Block       | Pfarrstraße 12               |
| Rudolf-Breitscheid-Straße 17 · | 30. Okt. 2010       | Chiel Eckstein (1886–?) Chiel Eckstein stammte aus Lodz und galt als staatenlos. Als Wohnorte in Deutschland sind Ilsenburg und Halberstadt bekannt. Er war verheiratet mit Frieda geb. Lewkowicz und hatte mit ihr zwei Töchter namens Lola und Minna. Er und seine Frau wurden am 13. Juli 1942 nach Auschwitz deportiert und vermutlich auch dort ermordet. In der Nacht vom 20. zum 21. März 2012 wurden die fünf Stolpersteine gestohlen. Im August 2013 wurden sie mit Hakenkreuzen beschmiert. | Hier wohnte CHIL ECKSTEIN Jg. 1886 deportiert 1942 Schicksal unbekannt                                                       | Chil Eckstein     | Rudolf-Breitscheid-Straße 17 |
| Rudolf-Breitscheid-Straße 17 · | 30. Okt. 2010       | Frieda Eckstein geb. Lewkowicz (1893–?) Frieda Eckstein geb. Lewkowicz stammte aus Lodz. Sie und ihr Mann wurden am 13. Juli 1942 nach Auschwitz deportiert und vermutlich auch dort ermordet. In der Nacht vom 20. zum 21. März 2012 wurde der Stolperstein gestohlen. | Hier wohnte FRIEDA ECKSTEIN geb. Lewkowicz Jg. 1893 deportiert 1942 Schicksal unbekannt                                      | Frieda Eckstein   | Rudolf-Breitscheid-Straße 17 |
| Rudolf-Breitscheid-Straße 17 · | 30. Okt. 2010       | Lola Eckstein (1922–?) Die Tochter von Chiel und Frieda Eckstein konnte 1938 mit ihrer Schwester Minna mit einem Kindertransport nach England fliehen. In der Nacht vom 20. zum 21. März 2012 wurde der Stolperstein gestohlen. | Hier wohnte LOLA ECKSTEIN Jg. 1922 Kindertransport 1938 England überlebt                                                     | Lola Eckstein     | Rudolf-Breitscheid-Straße 17 |
| Rudolf-Breitscheid-Straße 17 · | 30. Okt. 2010       | Minna Eckstein (ca. 1920–?) Die Tochter von Chiel und Frieda Eckstein konnte 1938 mit ihrer Schwester Lola mit einem Kindertransport nach England fliehen. In der Nacht vom 20. zum 21. März 2012 wurde der Stolperstein gestohlen. | Hier wohnte MINNA ECKSTEIN geboren um 1920 Kindertransport 1938 England überlebt                                             | Minna Eckstein    | Rudolf-Breitscheid-Straße 17 |